# Языки Барбадоса
Английский язык является официальным языком на Барбадосе, он используется на всей территории острова. Местный вариант английского, называемый диалектом баджан используется для повседневного общения, особенно в неформальной обстановке. Баджан обычно непонятен для англоговорящих, не являющихся уроженцами Барбадоса. Испытывает влияние других карибских диалектов. Языки хинди и бходжпури также распространены среди индо-баджанского населения. Также для образования глухого населения используется американский жестовый язык, который ввёл глухой миссионер Эндрю Фостер.